# Phalaenopsis tetraspsis
Phalaenopsis tetraspis (можливі українсьні назви: фаленопсис тетраспіс або фаленопсис чотирьохщитовий) - епіфітна трав'яниста моноподіальна рослина родини орхідні.

## Етимологія
У перекладі з грецької tetra - чотири, aspes - округлений щит. 

Вид не має усталеної української назви, в українськомовних джерелах зазвичай використовується наукова назва Phalaenopsis tetraspis. 
 
Англійська назва - The Four Sheild Phalaenopsis.

## Синоніми
За даними Королівських ботанічних садів в К'ю :
- Phalaenopsis barrtii King ex Hook.f., 1895, nom. inval.

## Біологічний опис
Стебло укорочене, повністю приховане основами листя.
Листків від 4 до 9, звужені в основі, до 20 см завдовжки.
Квітконоси багаторічні, звисаючі, багатоквіткові, довші за листя.
Квіти 4-5 см діаметром, з приємним квітковим ароматом з відтінком конвалії. Запах з'являється на 4-5 день цвітіння. Забарвлення квітів сильно варіює. Пелюстки чисто білі або з зеленуватим відтінком, в більшості випадків вкриті рідкісними червоно-коричневими смужками. Губа і колонка білі, на губі 2 жовтих і 1 бузкова пляма. Пік цвітіння навесні - влітку. Дорослі рослини з багатьма квітконосами можуть нести декілька десятків кольорів. Квіти не в'януть 10-30 днів.
Від Phalaenopsis speciosa відрізняється деталями будови квітки та більш темним і товстими листям.

## Історія опису
Знайдений в природі Томасом Лоббом, збирачем орхідей працював на фірму Вейча в 1868 році. 
 
У 1870 році вид описаний Генріхом Райхенбахом. 

Детальніша інформація про історію цього виду 20orchid% 20review/orchid-in-the-jungle-00.html Orchid Review 1893[недоступне посилання з червня 2019]

## Ареал, екологічні особливості

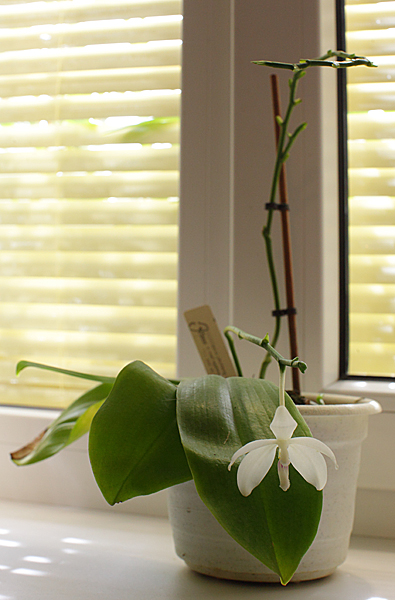
Phalaenopsis tetraspis

Північно-західна частина Суматри, Андаманські і Нікобарські острови
Зустрічається в лісах на височинах і в мангрових заростях. Місця розташування знайдених рослин характеризуються, як сильно затінені.
Кліматичні умови в місцях зростання (Нікобарські острови):
Сезонних змін температури повітря немає. Цілий рік 30-32°C вдень, 25°C вночі.
Відносна вологість повітря від 80% взимку, до 90% в інші пори року.
Опади: січень-квітень 20-100 мм, травень-грудень 200-320 мм.

## У культурі
У кінці XIX століття цей вид був дуже поширений в культурі, але згодом майже повністю зник і довгий час був відомий тільки у вигляді гербарних зразків та ілюстрацій опублікованих наприкінці минулого століття. В наш час[коли?] зустрічається майже в усіх великих колекціях.
Температурна група - тепла.
Вимоги до світла: 1000-1200 FC, 10760-12919 lx.
Загальна інформація про агротехніки у статті Фаленопсис.

## Первиннігібриди
Donna Craig - tetraspis х chibae (W. Tippit) 2005 

Jennifer Palermo - tetraspis х violacea (J. Palermo) 1998 

Kelsey's Butterscotch - venosa х tetraspis (Katz-Thompson) 2002 

Mikken - tetraspis х stobartiana (Mrs. R. Levy) 2006 

Palace Florastar - floresensis х tetraspis (Orchid Palace) 2005 

San Shia Sparks - philippinensis х tetraspis (Hou Tse Liu) 2001 

San Shia Tetra - tetraspis х sanderiana (Hou Tse Liu) 2000 

Seto Pixie - celebensis х tetraspis (Fuji Nursery) 1996 

Snow Twinkle - tetraspis х aphrodite (Orchids Ltd (RJ. Quneé)) 2004 

Sumaspice - tetraspis х sumatrana (Alain Brochart (K. Klinge)) 2003 

Taida Snow - amabilis х tetraspis (Taida Horticultural Co Ltd) 1996 

Taida Sunshine - equestris х tetraspis (Taida Horticultural Co Ltd) 1997 

Tetra Bell - bellina х tetraspis (Orchids Ltd (RJ. Quené)) 2005 

Tetra Star - stuartiana х tetraspis (Hou Tse Liu) 2003 

Tetrasambo - tetraspis х amboinensis (Masao Kobayashi) 1996 

Tetraschiller - tetraspis х schilleriana (Masao Kobayashi) 1996 

Tetrawilson - tetraspis х wilsonii (Masao Kobayashi) 1996 

Tzu Chiang Tetralitz - tetraspis х micholitzii (Tzu Chiang Orchids) 2000 

Yaphon Lobspis - lobbii х tetraspis (Yaphon Orch.) 2007